# Carolina García (pintora)
Carolina García (Bilbao, d. 1856-1865) va ser una pintora basca.
Natural de Bilbao. Va ser deixebla de Juan Conrotte García. Les seves germanes, Josefa i Juana, també van ser pintores a la mateixa època. Amb elles va participar en les edicions de l'Exposició Nacional de Belles Arts de 1856, 1858, 1860 i 1864 i a l'Exposició Internacional de Baiona del darrer any. En aquell moment està documentat que residia a Madrid. Als certàmens va presentar diversos retrats, natures mortes i animals i un llenç representant Una família aldeana. La premsa va elogiar el seu treball atesa la manca de dones artistes.
Al Museu Frederic Marès es conserva un Retrat femení de la seva autoria.